# Ходжаев, Гани
Гани Ходжаев — советский хозяйственный, государственный и политический деятель.

## Биография
Родился 24 января 1906 года в Коканде. Член КПСС с 1931 года.
С 1921 года — на хозяйственной, общественной и политической работе. В 1921—1960 гг. — телеграфист на Среднеазиатской железной дороге, дежурный по станции, начальник станции, ревизор движения, начальник Андижанского отделения движения, заместитель начальника, начальник Ташкентской железной дороги, первый заместитель начальника Среднеазиатского округа железных дорог, начальник Среднеазиатской железной дороги, начальник строительства железной дороги Чарджоу — Кунград, министр городского и сельского строительства Узбекской ССР.
Избирался депутатом Верховного Совета СССР 3-го созыва.
Умер в Ташкенте в 1976 году.